# Кітті Клайв
Кетрін Клайв (уроджена Рафтор ; 5 листопада 1711 — 6 грудня 1785) — відома англійська акторка та співачка, яка час від часу виступала в Лондоні. Вона першою зіграла роль Даліли в ораторії Генделя 1743 року «Самсон», а також була відома як письменниця. У 2019 році з’явилася остаточна її біографія, написана Бертою Джонкус.

## Життя

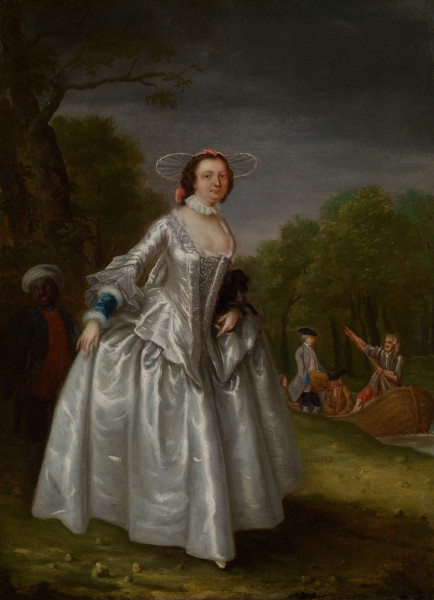
Кітті Клайв у ролі місіс Райот Пітера Ван Бліка 1750 рік

Кітті Рафтор, ймовірно, народилася в Лондоні, але її батько, Вільям Рафтор, був ірландцем і колишнім офіцером французької армії Людовика XIV .  Її біографи кажуть, що з ранніх років вона працювала прислугою в будинках багатих лондонських сімей. У віці 17 років вона стала відомою у колах театральної спільноти, після того, як її  почули в таверні, де працювали актори та драматурги, вона співала, прибираючи сходи будинку поряд. Її порадили Коллі Сібберу, менеджеру Королівського театру Друрі Лейн, який найняв її в 1728 році 

## Кар'єра

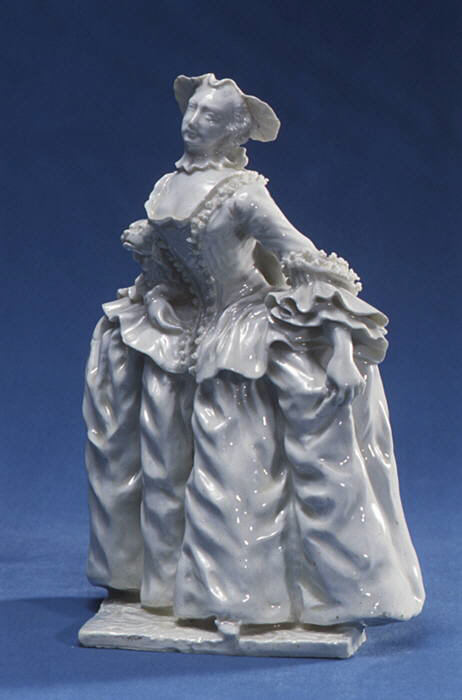
Фігурка з порцеляни, бл. 1750, у ролі Ріот. Разом з Генрі Вудвордом, вважається найранішою англійською порцеляновою фігурою.

Її першою роллю на Друрі-Лейн була роль пажа Імменеї в трагедії Натаніеля Лі «Мітрідат, король Понту» .  Протягом 1730-х років вона стала однією з найуспішніших комедійних акторок Друрі Лейн. У 1747 році увійшла до акторської компанії Девіда Гарріка як співзасновниця.  Як сопрано, вона час від часу співала на сцені, зокрема, у ролі Емми та Венери на світовій прем’єрі Томаса Арне «Альфред» у 1740 році. Вона також першою зіграла Далілу в ораторії Генделя 1743 року «Самсон» . 
Близько 1732 року Кітті Рафтор вийшла заміж за Джорджа Клайва, брата адвоката барона Клайва. Шлюб не вдався, і вони розійшлись, хоча так і не розлучилися. Кітті Клайв залишалася економічно незалежною. Оскільки вона ніколи відкрито не заводила коханців, її репутація не постраждала.  Її бездоганна поведінка на публіці сприяла зміцненню репутації актрис загалом, яких так часто називали розпутними.
15 квітня 1740 Клайв в ролі місіс Ріот, Прекрасної леді, зіграла в першій успішній п'єсі Девіда Гарріка «Лета» або Езоп у тінях. Її роль в Друрі Лейн була закарбована на картині та меморіальній порцеляновій фігурі. Ця сатирична роль принесла їй великий успіх. 
Клайв стала однією з найбільш високооплачуваних акторок свого часу. Можливо, навіть отримувала більше, за багатьох чоловіків-виконавців. Її кар'єра на сцені тривала понад сорока років. За словами К. А. Крауча, «[ї] за дохідністю вона вважається однією з  найкращих акторок свого покоління». Кітті Клайв стала популярною поряд з іншими іменами театру того часу, такими як Лавінія Фентон і Сюзанна Сіббер . Завдяки силі і славі вона могла відкрито виступати за захист прав акторів, зокрема в брошурі 1744 року «Справа місіс Клайв, де вона публічно присоромила менеджерів Крістофера Річа і Чарльза Флітвуда за змову платити акторам менше, ніж належало. Вона також виступила проти звички громадськості асоціювати акторів із жебраками та повіями.
Клайв мала певні успіхи в написанні фарсів. До її сатиричних замальовок із феміністичними відтінками належать: "Репетиція, або Хлопчики в нижніх спідницях"(1750); "Кожна жінка в її гуморі" (1760); і "Ескізи повернення прекрасної леді з розгрому" (1763). У них вона засобами гумору критикувала проблеми, з якими стикалися жінки-виконавці та драматурги. 

## Пам'ятники
У 1761 році Кітті Клайв жила на Генрієтта-стріт, Ковент-Гарден. У 1769 році вона вийшла на пенсію та проживала на віллі свого друга Гораса Волпола в Твікенхемі.  Там і померла у 1785 році, була похована в соборі Сент-Мері, Твікенхем, де в північно-східному кутку церкви є меморіал на її честь,  вірш, що вихваляє її щедрість.
Пара Bow фігур Клайва і Генрі Вудворд як «бариня» і «пан» з міфологічного бурлеску "Літо" Девіда Гарріка, 1750-1752, вважаються "найпершими повнометражними портретами з порцеляни в Англії". 
Музей знахідок у Лондоні досліджував її життя та кар’єру на виставці Кітті Клайв: створення жіночої знаменитості, яка проходила з 21 вересня 2018 року до 30 грудня 2018 року

## Вистави
- Розелла в «Сільській опері » Чарльза Джонсона (1729)
- Закохана Філіда в загадці Коллі Сіббера (1729)
- Кітті в Оксфордських гуморах Джеймса Міллера (1730)
- Дульседа в опері Байєса, Габріель Одінгселлс (1730)
- Нелл у фільмі «Диявол заплатити » Чарльза Коффі (1731)
- Хлоза в лотереї Генрі Філдінга (1732)
- Меркурій у закоханому Тимоні Джон Келлі 1733)
- Марія у фільмі «Людина смаку » Джеймса Міллера (1735)
- Ліберія у «Всесвітній пристрасті » Джеймса Міллера (1737)
- Віолетта в « Мистецтві та природі » Джеймса Міллера (1738)
- Міс Кітті в «Кав'ярні» Джеймса Міллера (1738)
- Розамонд в Розамунді Томас Арне (1740)
- Кітті у високому житті під сходами Джеймса Таунлі (1759)
- Муслін як утримати його, Артур Мерфі (1760)
- Леді Беверлі в «Школі для закоханих » Вільяма Вайтхеда (1762)
- Просіяти у фільмі «Вдова дружина » Вільяма Кенріка (1767)
- Місіс Вініфред у фільмі «Школа грабель » Елізабет Гріффіт (1769)